# Annexions de l'Alsace-Lorraine
L'Alsace et la Lorraine, territoires du Saint-Empire romain germanique situés entre la Meuse et le Rhin, ont été annexés par le royaume de France entre les XVIe et XVIIIe siècles. Une partie de ces mêmes territoires (appelé confusément « Alsace-Moselle » dans son ensemble), a fait l'objet d'un rattachement à l'Empire allemand au XIXe siècle, avant de redevenir français à la fin de la Première Guerre mondiale. Ces territoires seront, de fait, intégrés directement au Troisième Reich pendant l'Occupation, mais sans que leur annexion ait fait l'objet d'un article de l'armistice du 22 juin 1940. Ainsi, pendant toute la durée de la guerre, ces territoires relèvent juridiquement de la France.

## Contexte historique

Les territoires du Saint-Empire romain germanique, correspondant aujourd'hui aux régions historiques de l'Alsace-Moselle étant très fragmentés, il fut relativement facile, pour le royaume de France, d'y appliquer une politique annexionniste en fonction d'une frontière « naturelle », le Rhin. Ainsi, furent annexés à la France les territoires des Trois-Évêchés, ceux de Strasbourg et des villes de la décapole, et ceux du Duché de Lorraine. Au XIXe siècle, une partie de ces territoires, considérés comme germaniques, fut annexée par le nouvellement créé Empire allemand, de 1871 à 1918, puis par le Troisième Reich, de 1940 à 1945.

## Annexions françaises (XVIe–XVIIIesiècles)

### La Marche d'Austrasie
Les territoires du Saint-Empire romain germanique, correspondant aujourd'hui aux régions Moselle et Alsace, étant très fragmentés jusqu'au XVIIIe siècle, il fut tentant pour le royaume de France d'y appliquer une politique annexionniste, basée sur une frontière « naturelle », le Rhin. Ainsi furent annexés par la France les territoires des Trois-Évêchés, ceux de Strasbourg, des villes de la décapole, puis ceux du Duché de Bar et du Duché de Lorraine.

### Annexion de l'Alsace (1648–1697)
Le 24 octobre 1648, la rivalité entre la Maison d'Autriche et les Bourbons aboutit aux Traités de Westphalie, mettant un terme à la guerre de Trente Ans. La France, grande gagnante de ce long conflit, étend son territoire à l'Est : Metz , Toul et Verdun sont reconnues Françaises de jure après un siècle de protectorat de facto. La France annexe une partie de l'Alsace, en particulier le landgraviat de Haute-Alsace (ancien comté de Sundgau) et les villes de la Décapole alsacienne.
En 1675, la bataille de Turckheim, perdue par les Impériaux, permet à la France d'annexer de nouveaux territoires en Alsace.

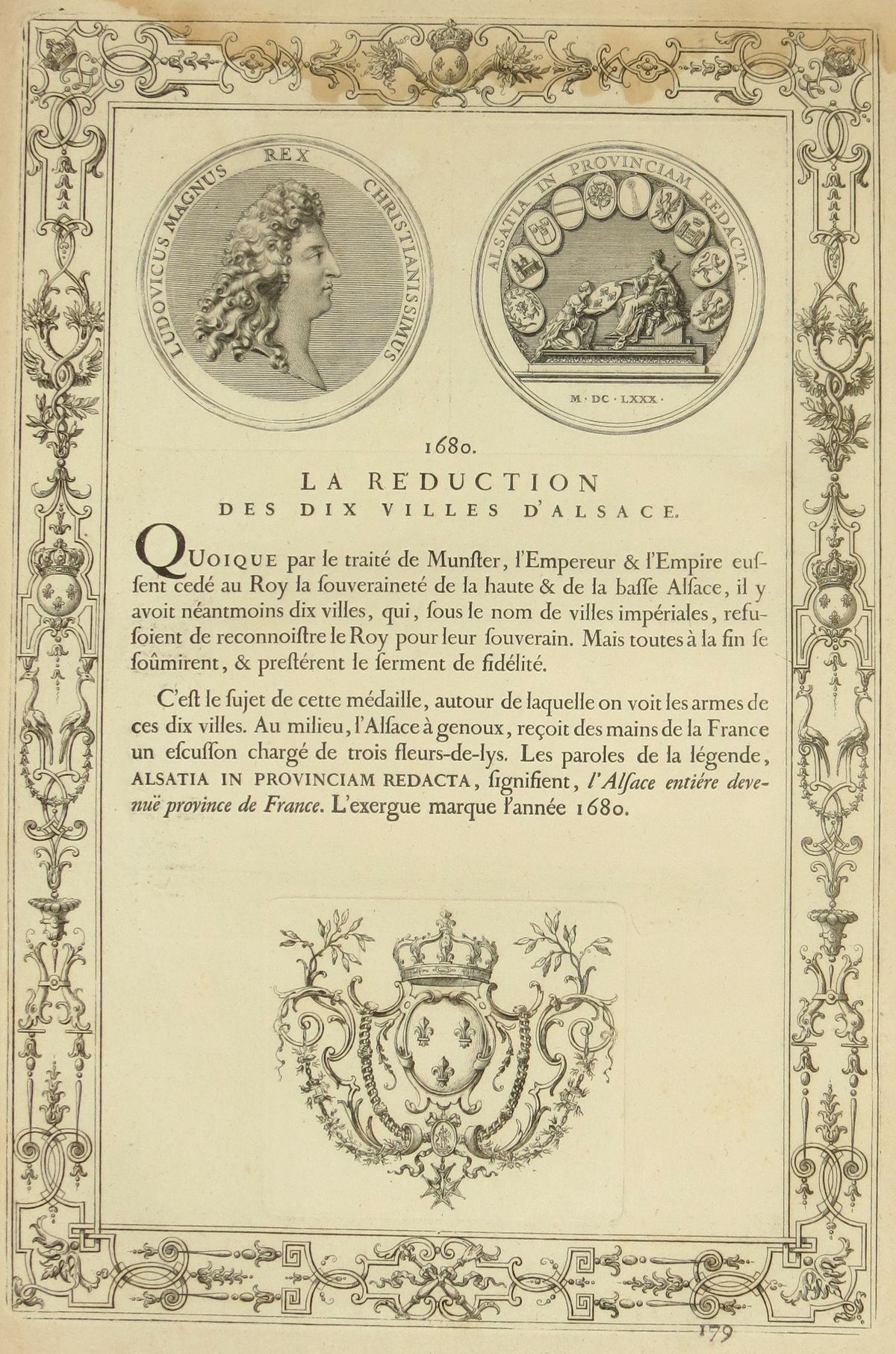
Document relatant la création de la médaille commémorant la « Réduction des dix villes d'Alsace en 1680 », extrait de Médailles sur les principaux évènements du règne entier de Louis le Grand, avec des explications historiques par l'Académie des inscriptions et belles-lettres, 1723.

La mise en place de « Chambres de réunion » à Metz, à Besançon et à Brisach, permet à Louis XIV d'annexer de nouveaux territoires sans combattre : c'est la Politique des Réunions. Ainsi, par un arrêt du 22 mars 1680, le conseil d'Alsace réunit au royaume de France les bailliages de Kutzenhausen, Bergzabern, Annweiler, Guttemberg, Gossersweiler, Vogelbourg, Otbourg, Cleebourg, Falkenbourg, les villages de Rechtenbach, la moitié du village de Dambach, ainsi que le château et village de Riedseltz. Par un arrêt du 9 août 1680, le conseil d'Alsace réunit au royaume les comtés de Hanau-Lichtenberg et d'Oberbrunn, la baronnie de Fleckenstein, les bailliages de Gressenstein, Wafslen, Barr, Illkirch, Marlem, Bischwiller et Reichshoffen, les bailliages de Sulz, Guebwiller, Rouffach, Marckolsheim et Marmoutier, le comté de Dagsbourg (Linange-Dabo), la principauté de La Petite-Pierre, et Murbach, le comté d'Horbourg, la seigneurie de Riquewihr, le Ban de la Roche, les terres et seigneuries de l'évêché de Strasbourg et Saint-Hippolyte. En septembre 1697, avec la signature du traité de Ryswick, Louis XIV annexe définitivement à la France les quatre cinquièmes de l'Alsace, notamment Strasbourg et les villes de la Décapole.

### Annexion de la Lorraine (1552–1766)
Dès 1301, pour s'être opposé au roi de France, le comte de Bar doit prêter hommage au souverain français pour la partie de son comté située en rive gauche de la Meuse, dès lors dénommée Barrois mouvant. La partie orientale du comté de Bar de même que le duché de Lorraine demeurent dans le Saint-Empire romain germanique. Partie intégrante du Saint-Empire, les villes libres de Metz, Toul et Verdun et les principautés épiscopales attenantes sont, en avril 1552, au terme de la chevauchée d'Austrasie, annexées à la France de facto par le roi de France Henri II, alors allié aux protestants allemands. Henri II impose par ailleurs un régent francophile au jeune duc de Lorraine et de Bar, Charles III, qui de ce fait sera élevé à la cour de France. En 1633, malgré l'engagement antérieur de respecter les coutumes particulières des Messins, Toulois et Verdunois, le royaume de France installe un parlement à Metz dont la juridiction s'étend sur les Trois-Evêchés. En 1648, par les traités de Westphalie, évêchés et villes impériales sont annexés de jure.
En février 1661, avec le Traité de Vincennes, le roi de France restitue au duc de Lorraine le duché de Bar en échange de plusieurs villages lorrains, afin de créer un corridor lui permettant de rejoindre directement l'Alsace sans passer par une terre étrangère. La capitale et le duché sont de nouveau occupés en 1670 jusqu'en 1697.
La politique annexionniste des Réunions se poursuit en Lorraine. La chambre de Metz réunit successivement au royaume de France :
- par un arrêt du 12 avril 1680, le château et comté de Veldenz ;
- par un premier arrêt du 15 avril 1680, les terres et châtellenies de Condé-sur-Moselle et de Conflans-en-Jarnisy ;
- par un second arrêt du 15 avril 1680, la ville, château et terre de Commercy ;
- par un arrêt du 30 avril 1680, le comté de Vaudémont, celui de Chaligny et la châtellenie de Turquestein-Blancrupt ;
- par un premier arrêt du 6 mai 1680, la ville et château d'Épinal ;
- par un second arrêt du 6 mai 1680, la ville et châtellenie de Sarrebourg ;
- par un arrêt du 10 mai 1680, le château, ville et seigneurie de Nomeny et la terre et ban de Delme ;
- par un premier arrêt du 20 mai 1680, le château et ville de Hombourg et la ville de Saint-Avold ;
- par un second arrêt du 20 mai 1680, la ville, château, châtellenie et seigneurie d'Albe (Sarralbe) ;
- par un arrêt du 23 mai 1680, la ville, terres et seigneurie de Marsal ;
- par un premier arrêt du 29 mai 1680, le château et seigneurie de Sampigny ;
- par un second arrêt du 29 mai 1680, les château, ville, châtellenie et prévôté d'Hattonchâtel ;
- par un arrêt du 6 juin 1680, les terres et seigneuries de Salm et Pierre-Percée ;
- par un arrêt du 12 juin 1680, la ville, château et baronnie d'Apremont ;
- par un arrêt du 13 juin 1680, la terre et seigneurie de Mars-la-Tour ;
- par un arrêt du 14 juin 1680, la ville de Blâmont et les terres et seigneuries de Mandres-aux-Quatre-Tours, Deneuvre et Amermont ;
- par un arrêt du 21 juin 1680, le château de Lutzelbourg ;
- par un arrêt du 27 juin 1680, la terre et seigneurie de Briey ;
- par un premier arrêt du 28 juin 1680, le comté de Deux-Ponts ;
- par un second arrêt du 28 juin 1680, le château, comté et seigneurie de Castres ;
- par un arrêt du 4 juillet 1680, la ville et seigneurie de Dieuze ;
- par un arrêt du 8 juillet 1680, le château, bourg et comté de Sarrebruck ;
- par un premier arrêt du 11 juillet 1680, le comté de Sarrewerden et Bouquenom ;
- par un second arrêt du 11 juillet 1680, la ville, terre et seigneurie d'Ottwiller ;
- par un premier arrêt du 15 juillet 1680, la terre et seigneurie de Bousseviller ;
- par un deuxième arrêt du 15 juillet 1680, les terres et seigneuries de la Marck, Marmonstier et Ochsenstein ;
- par un troisième arrêt du 15 juillet 1680, le château et seigneurie de Trognon ;
- par un arrêt du 16 août 1680, la seigneurie de Sierck et la ville de Port (Saint-Nicolas) ;
- par un arrêt du 16 septembre 1680, le château, terre et seigneurie de Créhange ;
- par un premier arrêt du 24 octobre 1680, la ville, terre et seigneurie de Virton ;
- par un second arrêt du 24 octobre 1680, le château, terre et seigneurie de Bitche ;
- par un premier arrêt du 7 novembre 1680, le château, terre et seigneurie d'Oberstein ;
- par un second arrêt du 7 novembre 1680, le château, terre et seigneurie de Rembercourt-aux-Pots ;
- par un arrêt du 28 novembre 1680, le château et bourg de Mussey ;
- par un arrêt du 5 décembre 1680, le château, terre et seigneurie de Réchicourt ;
- par un arrêt du 9 décembre 1680, la ville d'Étain ;
- par un arrêt du 12 décembre 1680, le comté de Morhange ;
- par un arrêt du 23 décembre 1680, la terre et seigneurie de Domèvre ;
- par un arrêt du 26 décembre 1680, la ville et seigneurie de Gondreville ;
- par un arrêt du 6 mars 1681, la ville et seigneurie de Neufchâteau ;
- par un arrêt du 10 mars 1681, les villes et seigneuries d'Arrancy et de Pierrevillers ;
- par un arrêt du 21 avril 1681, le comté de Chiny ;
- par un arrêt du 16 mai 1683, le comté de Vaudémont ;
- par un arrêt du 2 juin 1683, les seigneuries, prévôtés et châtellenies de Pont-à-Mousson, Saint-Mihiel et autres.

Le traité de Ryswick rend au Barrois et à la Lorraine leur indépendance et leur souverain légitime, Léopold Ier. Neveu de l'empereur, le jeune duc épouse une nièce de Louis XIV, Élisabeth-Charlotte d'Orléans, qui paradoxalement deviendra l'âme de la résistance à la politique annexionniste de la France.
En 1702, la guerre de Succession d'Espagne est prétexte à une quatrième occupation française des duchés de Bar et de Lorraine.
En 1733, la guerre de Succession de Pologne produit les mêmes effets.
Pour faciliter son mariage et son élection à la tête du Saint-Empire, le duc François III de Lorraine, consent, malgré les objurgations de sa mère, à échanger ses duchés patrimoniaux contre la Toscane. Le Duché de Bar et le Duché de Lorraine sont donnés à titre viager à Stanislas Leszczynski, beau-père de Louis XV, roi détrôné de Pologne. Il est convenu qu'à la mort du souverain, Barrois et Lorraine deviendront Français. Stanislas abandonne l'administration du duché à son gendre. Il meurt en 1766.

### Annexions de principautés et d'enclaves (1766–1814)
De 1769 à 1786, de multiples traités entre la France et les Princes d'Empire visent à régulariser peu à peu le tracé de la frontière. En plusieurs endroits, les cours d'eau indiquent la démarcation ; nombre d'enclaves de part et d'autre disparaissent, mais la frontière ne consiste toujours pas en une seule limite.
Pendant la Révolution française, les territoires suivants sont rattachés à la France (année de la réunion entre parenthèses) :
- Comté de Créhange (1793) ;
- Comté de Dabo (1793) ;
- Comté de Sarrewerden (1793) ;
- Obersteinbach, localité du landgraviat de Hesse-Darmstadt (1793) ;
- Principauté de Montbéliard (1793) ;
- Principauté de Salm (1793) ;
- Seigneurie de Lixing (1795) ;
- Enclave autrichienne de Manderen (1795) ;
- Enclave du Saint-Empire de Zetting-Dieding (1795 ou 1797) ;
- Enclave du Saint-Empire de Hundling (1797) ;
- Enclave du Saint-Empire de Rouhling (1797 ou 1798) ;
- République de Mulhouse, alliée aux cantons suisses (1798).

## Annexions allemandes (XIXe–XXesiècles)

### Traités de Paris de1814et1815
En Lorraine, par le traité de Paris (1814), la Moselle perd au profit de la Prusse plusieurs communes et hameaux, dont le Canton de Tholey ainsi que sept communes du Canton de Sierck-les-Bains.
En 1815, une partie des cantons mosellans de Relling et Sarrelouis, ainsi que la totalité de ceux de Sarrebruck et Saint-Jean, deviennent Prussiens. Certaines communes et hameaux de ces cantons redeviennent plus tard français par la convention de délimitation du 23 octobre 1829.
En Alsace, le Bas-Rhin perd en 1815 tous les territoires au nord de la Lauter, dont certains avaient été gagnés via le premier traité de Paris de 1814. Soit les 4 cantons de Bergzabern, de Candel, de Dahn et de Landau.

### Annexion par l'Allemagne de l'Alsace-Moselle (1871–1919)

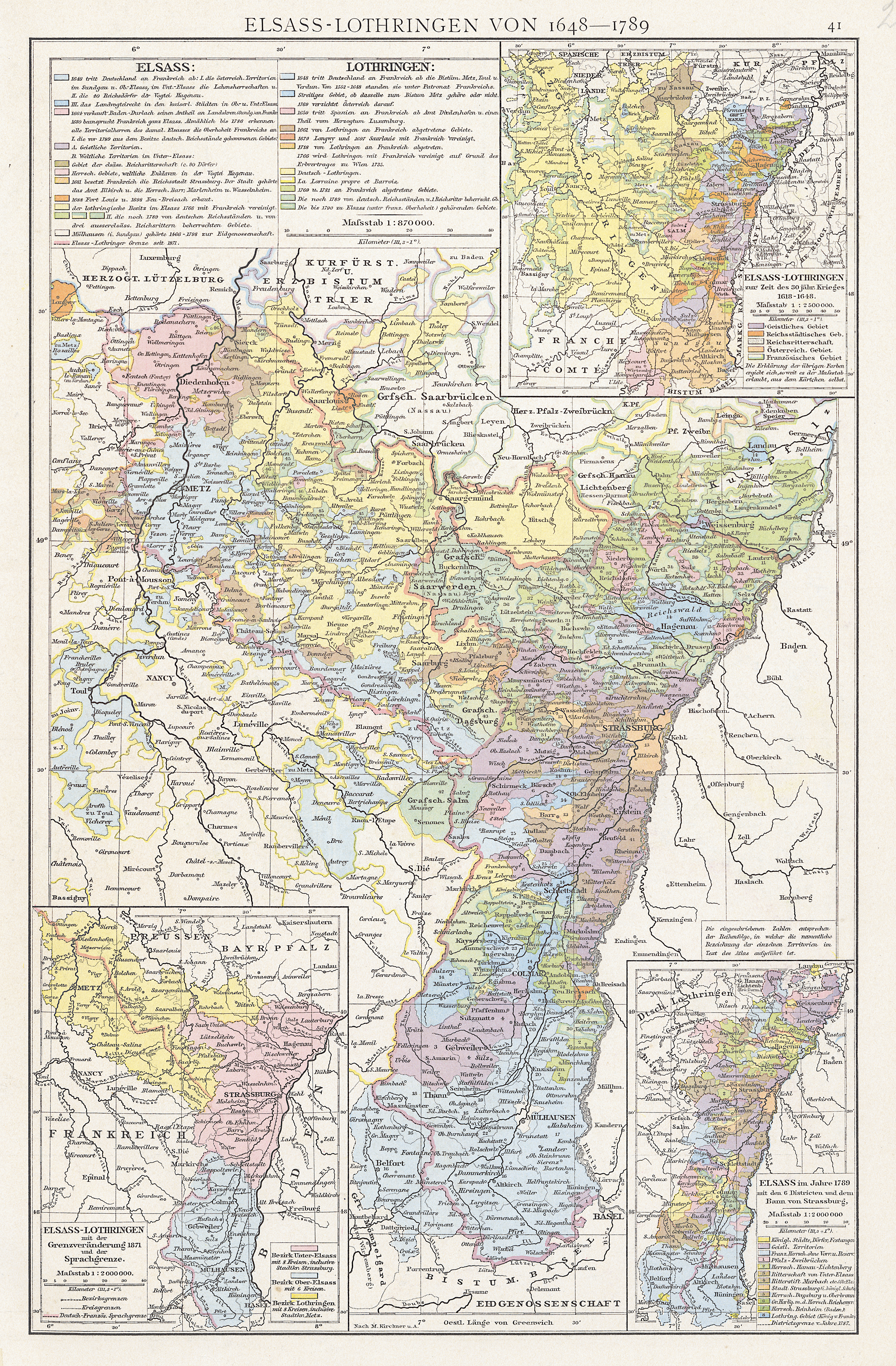
Le territoire cédé à l'Allemagne en 1871 et ses anciennes entités administratives d'avant 1790.

En 1871, après la guerre franco-allemande de 1870, une partie de ces territoires, correspondant aux actuels départements du Bas-Rhin, du Haut-Rhin et de la Moselle, intègre l'Empire allemand. Ces territoires, considérés par les Allemands comme stratégiques, car éloignant la frontière au-delà du Rhin, et intégrant les places fortes de Metz et Strasbourg, sont cédés en deux temps.
Dans une lettre justifiant la volonté de réunion de ces territoires à l'Allemagne unifiée, l'empereur Guillaume expose à l'Impératrice Eugénie que la réelle motivation est strictement militaire, utilisant les territoires rattachés comme glacis militaire et éloignant ainsi la frontière française au-delà du Rhin et de la Meuse. Ainsi, ne suivant pas la frontière linguistique, les vallées welches de l'Alsace, et la région de Metz se retrouvent « terre d'Empire » sous le nom officiel d'"Alsace-Lorraine" et sous l'administration directe de l'empereur Guillaume.
Le traité préliminaire de paix du 26 février 1871 met fin aux combats entre la France et l'Allemagne. Le traité de Francfort du 10 mai 1871 fixe les conditions de la paix. Outre une forte indemnité, la France doit céder au Reich une partie de son territoire. En Alsace, deviennent allemands les départements du Bas-Rhin et du Haut-Rhin, à l'exception de l'arrondissement de Belfort. En Lorraine, l'ancien département de la Moselle, à l'exception de Briey, les arrondissements de Château-Salins et de Sarrebourg appartenant à l'ancien département de la Meurthe, ainsi que les cantons de Saales et de Schirmeck.
Jusqu'en 1911, date de l'avènement de la constitution, l'Alsace-Moselle est gouvernée directement par l'Empereur, et de nombreuses tensions verront le jour, dont la plus célèbre l'incident de Saverne lèvera le voile sur les tensions entre les habitants et le pouvoir central. À partir de novembre 1918 et jusqu'à la signature du traité de Versailles, le 28 juin 1919, la région est occupée par la France, en application des dispositions de l’armistice du 11 novembre 1918, avant de faire de nouveau partie intégrante de la nation française, conformément à l'article 27 du traité de paix.

### Annexionde factode l'Alsace-Moselle (1940–1945)
Après la défaite des armées françaises et le départ des troupes britanniques, la signature de l'armistice du 22 juin 1940 prévoyait l'occupation du nord de la France par les armées du Troisième Reich. Le régime nazi saisit cette occasion pour s'emparer de l'Alsace et de la Moselle, et ce malgré l'intangibilité des frontières de la France spécifiée dans les conditions de l'armistice. L’Allemagne expulse donc les citoyens français qui démontrent de manière trop démonstrative leur refus, et les étrangers, considérant les autres comme des citoyens allemands. Il procéderont à l'incorporation de force des jeunes Alsaciens-Mosellans sous le drapeau nazi, conduisant à la tragédie des Malgré-nous. La victoire des Alliés et la Libération de la France, de fin 1944 à début 1945, mit fin à cette dernière annexion.